# ガール座
ガール座（ガールざ）は、日本の女性お笑いコンビ。所属は松竹芸能（東京）。

## メンバー
- 百瀬さつき（ももせ さつき 1991年5月11日（33歳） - ）
身長161cm、血液型A型
長野県東筑摩郡山形村出身[2]
実践女子大学生活科学部中退（1年留年）[3]
趣味・特技はアニメ鑑賞、観劇、ダンス（小学2年生からヒップホップダンスをしていた[3]）、ピアノ（4歳くらいの頃からやっていた[4]）、ぼーっとすること など。声優ファンでもあり、大学生時代は神谷浩史、福山潤、中村悠一、杉田智和が好きだったこともあった[5]。
部活は中学生時代が卓球部、高校生時代はダンス部[4]。
生理人類学士2級の資格有り。
大学生時代は一橋大学が本拠の演劇サークル「劇団コギト」に在籍[5]。
アピールポイントは顔の左側とのこと[6]。

- 小野綾香（おの あやか 1992年3月27日（32歳） - ）
身長161cm、血液型A型
山形県米沢市出身[7]
兄が居る[4]。
山形県立米沢東高等学校卒業[8]、実践女子大学文学部国文学科卒業[3]
趣味は散歩、観劇、アイドル鑑賞（ハロー!プロジェクト、℃-ute、アンジュルム、Perfume[9]）、良い階段を探すこと（主に外で）、フェンシング、掃除、ずっと走ること。
剣道初段、中学校高校教諭二種免許（国語）のそれぞれの資格・免許有り。
子供の頃からスポーツ好きで、水泳、柔道、フットサル、駅伝競走もやっていた。中学で剣道を、高校でフェンシングをやっており、フェンシングではインターハイ（2009近畿まほろば総体）に出場[4]。
しかし大学に進学する時に、フェンシング部の顧問の先生と、大学に推薦で行くか行かないかで揉めて、最後には顧問の先生から“破門”を言い渡されてフェンシング界を去る。入学した大学では「今までにやったことないことをしよう」と思って演劇サークルに入る[4]。その大学生時代は、百瀬と同じく「劇団コギト」に在籍[3]。
髪質が“プロ並み”に良いという[6]。
2018年にスタートした芸能人女子eスポーツクイーン決定戦「EQリーグ」の松竹芸能チーム「Shochiku Sisters」に、小野のみメンバーとして参加[10]。

## 来歴・概説
二人は大学生時代に一橋大学のインカレサークル「劇団コギト」の新歓コンパで偶然出会ってその後意気投合し、同じサークルで「パフォーマンスユニットチーム山形」（山形県出身と山形村出身という山形つながりから）というコンビを組んでいたこともあり、同じ「劇団コギト」に在籍していたこともあって、その後小野が就職活動の際に、お笑いをしたら自分の好きなことが出来るのを知ったこと、新宿角座のライブを観たことがきっかけでお笑いの勉強をしたいと思っていた中で、松竹芸能タレントスクールを見つけて小野から百瀬を誘い。松竹芸能タレントスクールに23期生として入学（2014年3月卒業）。2013年5月16日から「ガール座」として活動開始。コンビ名は、どれもしっくり来ずなかなか決まらなかった中、小野が「可愛いから『ガール』が付けたい」と言った時に百瀬が「コントもあるから、響きもガール座っていいし」として『座』を付け、ガール座に決めた。なお、コンビ名候補には他に「さかあがり」「晴れた空」「へっどほんず」「少女ガール」「マグカップエンジェル」「シーベルトシーベルト」があった。
2015年11月、オアシズ大久保佳代子のWEB番組『東京バズカマー』が行った「金のバズ卵選手権」の勝ち抜き戦でチャンピオンとなる。
ネタはコントが多いが、漫才のネタも持っている。女子力の高い、女性が共感するネタと言われ、コントでは「女番長」など女子高生に扮して演じるネタもある他、社会人役で演じるネタもある。ネタ作成は小野が担当。小野はネタ探しのために女子が集まる所に行き、百瀬も高校時代の友人同士の女子会などに行ってエピソードを拾ってそれを小野に伝えている。百瀬はネタの手直しを手掛けている。
2019年8月、小野の引退により解散。百瀬はピンとして活動を続ける。

## 出演

### バラエティ・情報番組
- スクール革命!（日本テレビ）- 百瀬のみ
- うつけもん（フジテレビ）
- クイズ30〜団結せよ!〜（フジテレビ）- 2014年8月3日、小野のみ
- 前略、西東さん（中京テレビ放送）- 2015年1月31日
- PON!（日本テレビ）- 2015年9月29日「お笑い数うちゃPON!」コーナー
- 輝け!ギャラ3000円芸人（BSスカパー!）
- ぐるぐるナインティナイン 大晦日恒例!おもしろ荘 若手にチャンスと愛を…誰か売れて頂戴SP（日本テレビ）- 2016年1月1日
- 有吉ジャポン（TBS）- 2016年2月6日
- にじいろジーン（関西テレビ・フジテレビ系）- 2016年3月19日
- スッキリ!!（日本テレビ）- 2016年5月4日「エンタメまるごとクイズッス」コーナー
- 『ぷっ』すま（テレビ朝日）
  - 2016年5月7日 百瀬のみ、『ドラえもん』の登場人物・ジャイ子の物真似で出演[20][21]
  - 2017年8月26日・9月2日「女芸人が水着に着替えたら」（小野のみ出演）
- 笑レース（フジテレビ） - 2018年3月2日・2018年3月19日
- ザ・細かすぎて伝わらないモノマネ（フジテレビ） - 2018年11月24日、百瀬のみ安藤サクラのものまねで、松岡茉優のものまねをする河邑ミクと一緒に出演[22]。
- 有田ジェネレーション（TBS）- 2019年1月10日、「よゐこ濱口激押し芸人」として出演[23]
- 出川のWHY?(テレビ朝日) - 2020年3月13日、百瀬のみ（解散後の出演）

### ドラマ
- ハロー張りネズミ（TBSテレビ）第６話「File.4 死者からの手紙」 - 2017年8月18日（百瀬のみ、浅田玲奈 役で出演）[24][25]
- いだてん〜東京オリムピック噺〜（NHK大河ドラマ） - 百瀬のみ、第21回（2019年6月2日）から出演（白石 役）[26][27]

### ラジオ
- レイザーラモンRGのあるあるミュージック勝負（山形放送/山陰放送/秋田放送/福井放送/信越放送/長崎放送/山口放送/南海放送/東北放送）- 2015年3月

### 映画
- 笑う招き猫（飯塚健監督作品 2017年4月29日公開）

### ウェブ放送
- ガール座のあとでやるってば!（ON AIR TV）

### CM
- ダイハツ・ウェイク（2016年・ラジオCM 百瀬のみウグイス嬢役で出演）[28]

### 舞台
- いじめられっ子ドリーム（2019年6月15日・6月16日・6月22日・6月23日 新宿角座） - 百瀬のみ[29]

### ライブ
- 「関東ゲラゲラ」シリーズ（松竹芸能新宿角座）
- 90ライブ（松竹芸能新宿角座）
- 放課後キャンディー（松竹芸能新宿角座）

以下、百瀬さつきとして
- 初単独ライブ『ジャム作るから行けない』（2022年8月27日、ばぐちか）[30][31]

他